# Polla celeraria
Polla celeraria là một loài bướm đêm trong họ Geometridae.